# 宮城県指定文化財一覧
宮城県指定文化財一覧（みやぎけんしていぶんかざいいちらん）は、宮城県指定の文化財や史跡等を一覧形式でまとめたものであるが、全てを掲載しているわけではない。

## 有形文化財

### 建造物
- 白山神社本殿〔仙台市〕
- 大崎八幡宮石鳥居〔仙台市〕
- 諏訪神社本殿〔仙台市〕
- 賀茂神社本殿〔仙台市〕
- 東照宮手水舎〔仙台市〕
- 落合観音堂〔仙台市〕
- 亀岡八幡神社石鳥居〔仙台市〕
- 持福院観音堂〔石巻市〕
- 補陀寺六角堂〔気仙沼市〕
- 観音寺観音堂厨子〔気仙沼市〕
- 熊野神社本殿〔名取市〕
- 覚乗寺高台院霊屋〔登米市〕
- 香林寺山門〔登米市〕
- 華足寺客殿及び山門〔登米市〕
- 警察資料館、火の見櫓〔登米市〕
- 有壁本陣〔栗原市〕
- 金成小学校校舎〔栗原市〕
- 日枝神社〔栗原市〕
- 妙教寺山門〔栗原市〕
- 志波姫神社本殿〔栗原市〕
- 茂庭家霊屋〔大崎市〕
- 祇却寺本堂〔大崎市〕
- 竹駒神社唐門〔岩沼市〕
- 観瀾亭〔松島町〕
- 瑞巌寺総門〔松島町〕
- 日吉山王神社本殿〔松島町〕
- 見龍寺霊屋〔涌谷町〕
- 神明社拝殿〔涌谷町〕
- 箟峯寺観音堂〔涌谷町〕
- 刈田嶺神社本殿〔蔵王町〕

### 絵画
- 宮城県庁門前図〔仙台市〕
- 松島図〔仙台市〕
- 松島五大堂図〔仙台市〕

### 彫刻
- 木造阿弥陀如来立像〔仙台市〕
- 木造十一面観音立像〔仙台市〕
- 木造毘沙門天立像〔仙台市〕
- 木造不動明王立像〔仙台市〕
- 木造聖観音像〔仙台市〕
- 木造阿弥陀如来立像〔仙台市〕
- 十二神将立像〔仙台市〕
- 木造薬師如来坐像〔角田市〕
- 木造阿弥陀如来坐像〔角田市〕
- 木造阿弥陀如来坐像〔気仙沼市〕
- 木造阿弥陀如来坐像〔大崎市〕
- 木造伊達政宗倚像〔松島町〕

### 工芸品
- 薙刀〔仙台市〕
- 太刀〔仙台市〕
- 奥州石ノ巻図〔石巻市〕
- 伊達家歴代藩主奉納糸巻太刀〔塩竈市〕
- 青銅五重塔（登米市）

### 書跡・典籍
- 観文禽譜(稿本)・禽譜(稿本)〔仙台市〕
- 魚蟲譜〔仙台市〕
- 關算四傳書〔仙台市〕
- 貞観政要（伏見版）〔仙台市〕
- 奥州名所図会(自筆稿本)〔仙台市〕
- 宮城県漁具図解及び略解〔仙台市〕
- 奥羽観蹟聞老志〔仙台市〕

### 考古資料
- 史跡黄金山産金遺跡出土古瓦

### 歴史資料
- 国絵図〔仙台市〕
- 仙台祭絵関係資料〔仙台市〕

## 無形文化財
- 日本刀鍛錬技術保持者 宮城眞一(刀匠名:昭守)〔白石市〕
- 柳生心眼流甲冑術・甲冑柔術〔登米市〕

## 民俗文化財

### 有形
- カマ神〔塩竈市・登米市・多賀城市〕
- 踊り念仏の碑〔登米市〕

### 無形
- 鹽竈神社藻塩焼神事〔塩竈市〕
- 船形山神社の梵天ばやい〔大和町〕

## 記念物

### 史跡
- 鳥屋八幡古墳〔大和町〕
- 田束山経塚群〔気仙沼市〕

### 名勝
- 巨釜半造〔気仙沼市〕
- 鳴子峡〔大崎市〕

### 天然記念物
- 岩井崎石灰岩化石〔気仙沼市〕
- 鹽竈神社のタラヨウ〔塩竈市〕
- 瑞巌寺の臥竜梅〔松島町〕